# 슈퍼마이크로
슈퍼마이크로(Supermicro) 또는 슈퍼 마이크로 컴퓨터(Super Micro Computer, Inc.)는 산호세 (캘리포니아주)에 본사를 둔 미국 정보 기술 회사이다. 네덜란드 실리콘 밸리와 대만 과학기술단지에 제조 시설을 두고 있다. 1993년 11월 1일에 설립된 슈퍼마이크로는 고성능 및 고효율 서버를 생산하는 최대 규모의 생산업체 중 하나이다. 또한 엔터프라이즈 데이터 센터, 클라우드 컴퓨팅, 인공지능, 5G 및 엣지 컴퓨팅을 포함한 다양한 시장을 위한 서버 관리 소프트웨어 및 스토리지 시스템을 제공한다.
슈퍼마이크로의 주식은 나스닥 거래소에서 SMCI라는 종목코드로 거래된다. 2023 회계연도 매출은 71억 달러였으며 전 세계적으로 5,000명 이상의 직원을 고용하고 있다.

## 논란
2024년 회사의 전 직원이 회계위반을 폭로를 한 후 공매도 업체인 힌덴버그 리서치가 확연한 "회계상의 경고신호와 관계 당사자의 미공개 거래 증거, 제재 및 수출통제 실패, 소비자 이슈 등을 찾아냈다"는 주장을 담은 보고서를 발표하고 감사를 맡았던 회계법인 언스트앤영이 "더 이상 경영진과 감사위원회의 진술을 신뢰할 수 없어 사임한다"고 발표하여 회사 주가가 큰 폭으로 하락하였다

## 같이 보기
- 사이버스파이

## 참고문헌
1. ↑  김태종, 'AI 수혜' 슈퍼마이크로 '회계조작' 의혹 확산…감사 사임, 연합뉴스, 2024-10-31